# Pareumenes australensis
Pareumenes australensis är en stekelart som beskrevs av Edmund Meade-Waldo 1910.
Pareumenes australensis ingår i släktet Pareumenes och familjen Eumenidae. Inga underarter finns listade i Catalogue of Life.